# Pachyschelus cyanellus
Pachyschelus cyanellus es una especie de escarabajo joya del género Pachyschelus, familia Buprestidae. Fue descrita científicamente por Gory & Laporte en 1840.